# Pan Yue (Politiker)

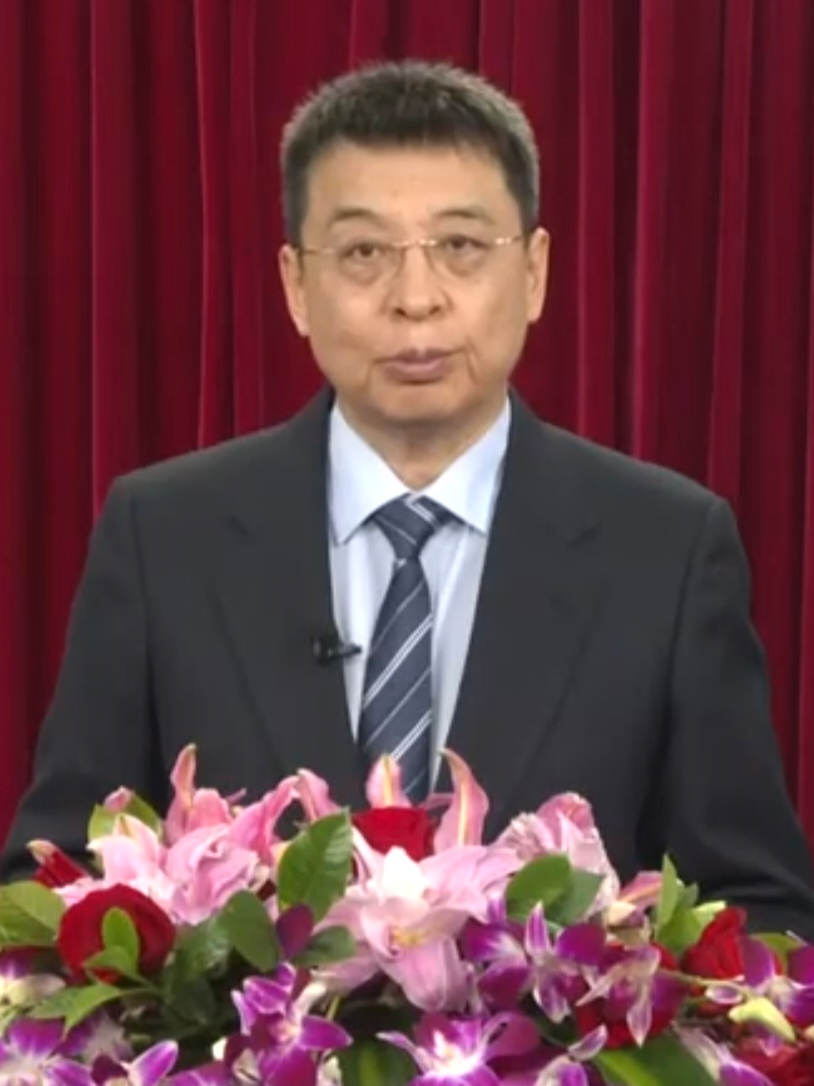
Pan Yue, 2021

Pan Yue (chinesisch 潘岳, Pinyin Pān Yuè, * April 1960 in der Provinz Jiangsu, China) ist ein chinesischer Politiker. Von 2008 bis 2015 war er Vizeumweltminister der Volksrepublik China, seit dem 24. Juni 2022 ist er Vorsitzender der Staatlichen Kommission für ethnische Angelegenheiten.
Pan war zunächst von 1976 bis 1982 in der Volksbefreiungsarmee beschäftigt und arbeitete dann als Journalist bei verschiedenen Zeitungen. 1988 wurde er in die Kommission für Außenhandel und Wirtschaftliche Kooperation berufen, von 1994 bis 1998 war er stellvertretender Leiter der Kommission zur Kontrolle und Verwaltung von staatseigenen Anlagen. Während dieser Zeit arbeitete er weiterhin als Journalist, zumeist mit den Fachgebieten Technologie und Umwelt.
Im Jahr 2003 wurde er von der Parteispitze der Kommunistischen Partei Chinas als Vizedirektor des Umweltministeriums (State Environmental Protection Administration, SEPA) benannt.
Im Westen sorgte Pans Haltung für Aufsehen, die sozialen Probleme sowie die Umweltzerstörung in China offen anzusprechen. Er setzt sich dafür ein, dass in China ein "grünes Bruttoinlandsprodukt" berechnet wird, indem die Umweltschäden vom Wert des nominellen Bruttoinlandsprodukt wieder abgezogen werden. Im Januar 2005 stoppte er den Bau von 30 Großprojekten, die eine Umweltschutzprüfung umgangen hatten. 2010 wurde er zusammen mit Fu Qiping mit dem Ramon-Magsaysay-Preis ausgezeichnet.
Pan ist mit der Tochter von Liu Huaqing, einem ehemaligen Vizepräsidenten der zentralen Militärkommission, verheiratet.